# チップチューン

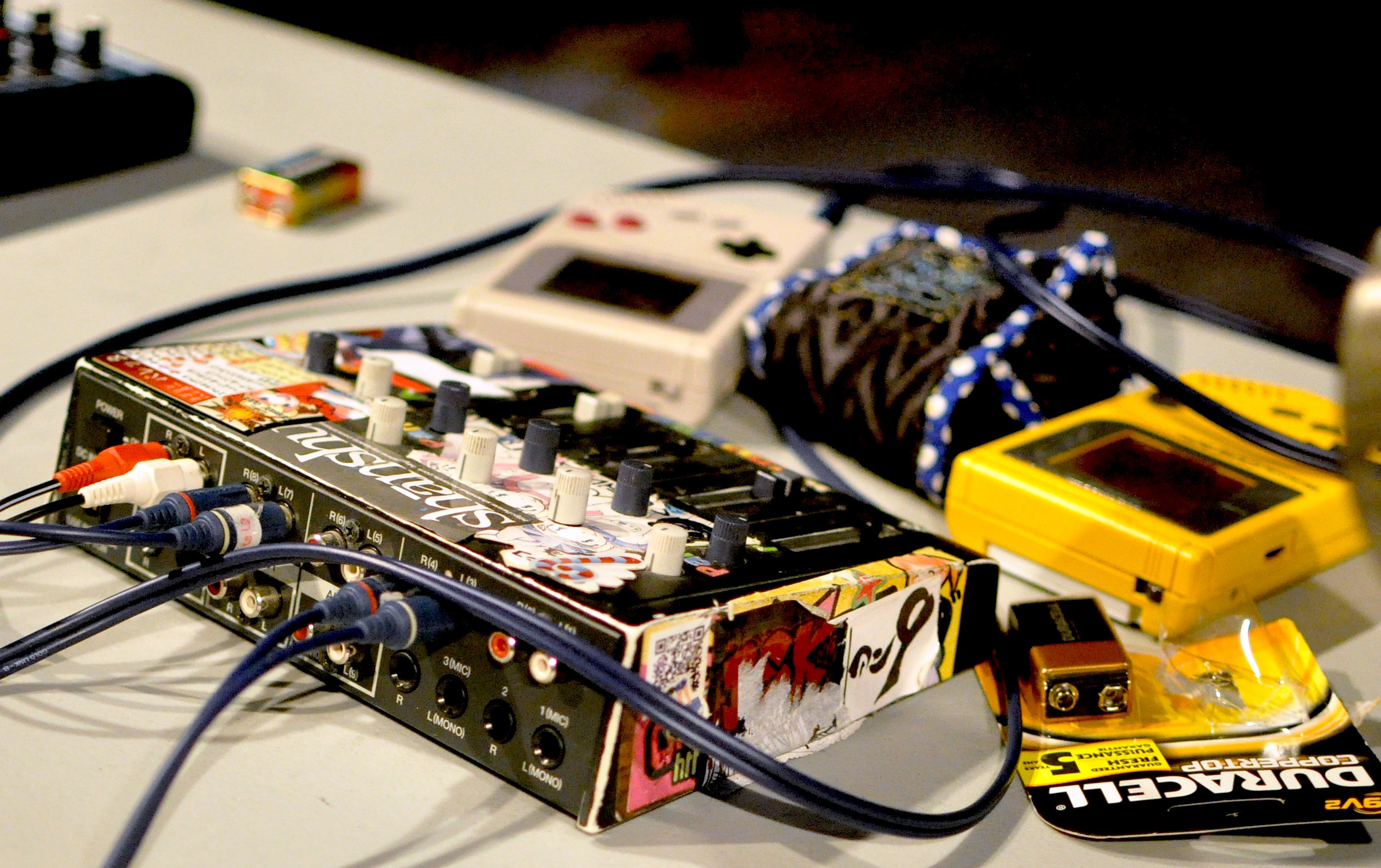
ゲームボーイを使用したチップチューンを演奏する際の機材構成

チップチューン (英: Chiptune) は、コンピュータ音楽の黎明期において厳しい制約のある音源チップのみで作られた音楽のスタイルを志向した音楽ジャンル。
先駆者の任天堂はスーパーマリオオデッセイにおいて8bitと呼称した。

## 概要
おもに1980年代に発売されたパーソナルコンピューターや家庭用ゲーム機に搭載されていた内蔵音源チップを直接使用したり、それらをエミュレートした環境で作られる場合が多い。また、他の音源で「チップチューン風」の音楽が作られたり、他の楽器音と同時演奏されることもある。これらが広い意味でのチップチューンと見なされる場合もあるが、実機特有の雑音（ヒスノイズ・ハムノイズ・クリップノイズなど）や位相のずれを「実機らしさ」として評価される場合がある為「実機演奏された物だけがチップチューンである」という見方もある。
チップチューンに使われる音源には、「同時発声数が少ない」「オクターブレンジが狭い」「高域のピッチ精度が荒い」「制御システムのクロックに依存し、違和感なく演奏できるテンポが限られている」などの制約が多いが、その制約が生音に近い高性能な音源では得られないデフォルメされた雰囲気を生み出す要因にもなっている。
チップチューンで用いられる音源の発音数が少ないからといって音楽制作が容易になるわけではなく、聴くに耐えうる音楽を制作するには、普通の音楽制作とは別の方向性での高度な技術が必要になる。

## 歴史

### 前史（1950年代 - 1960年代）
デジタルコンピュータの初期の時代から音楽の演奏が試みられていた。この時代は主に計算結果を紙に出力するメインフレームの時代であり、娯楽用として用いる事は出来ず、研究の一環として音楽演奏の実験が行われた程度であった。
1957年、最初のコンピュータ音楽プログラムであるMUSIC-NがIBM 704で開発された。
1961年、コンピューターによる世界初の歌唱の音声合成として、ベル研究所のIBM 704が「デイジー・ベル」の歌唱を音声合成した。

### 黎明期（1980年代 - 1990年代前半）
1980年代から、パーソナルコンピュータおよび家庭用ゲーム機の普及とともに音源チップを搭載したハードウェアが普及しはじめ、それを利用したプログラム制御による音楽演奏が一つのジャンルとして発展しはじめる。
当時は現代のような事前に外部の楽器で作成した収録済みの音楽データを単一の音声ファイルとして再生する、といったことは処理速度・記憶容量の面で不可能であり、単純な音を波形として出力する音源チップに小さい命令を送ることで（楽器を奏でるように）そのつど音を鳴らすという方式で音楽を再生する必要があった。しかし、初期の音源チップには発音数に大きな制限があったり、処理性能や仕様に由来する様々な制約が存在していたため、自由に音楽を鳴らすためには作曲能力以前に技術的な知識・造詣が必要不可欠なものであった。
最初期のパーソナルコンピュータおよび家庭用ゲーム機の音源チップはアナログシンセサイザーのような減算方式を簡略化した設計で単一のICチップとして製品化されており、回路規模の小ささから生成できる音色の種類も限られていた。但し、伝統的なアナログシンセサイザーの場合はアナログ回路で発振を行うVCOのため気温によって音程のズレが生じうるが、音源チップの場合はデジタル制御によって発振制御が行われるDCOのため音程は安定している。
1980年代には急速な技術革新があり、Programmable Sound Generator，SID音源、FM音源、波形メモリ音源、最初期のPCM音源などの音源チップが登場した
この時代のゲーム音楽はゲーム外でも注目を集めた。1980年代前半にナムコがリリースした『ゼビウス』などのアーケードゲームの楽曲をリミックスした細野晴臣のアルバム『ビデオ・ゲーム・ミュージック』が1984年に発売され、オリコンチャート初登場19位に入るヒットを記録した。

### 発展期（1990年代中盤～後半）
1990年代中盤にかけてゲーム機・パーソナルコンピュータの演算性能や記憶容量が増大するにつれ、PCMによるサンプリング音や、CD-DAなどによる既に録音されたサウンドトラックを再生するといった方式が普及し始めると、（従来の技術的制約の大きい）音源チップを介したコンピュータ音楽技法は必ずしも必要ではなくなっていく。その一方で、それらの制約の中で確立された技法やスタイルは個性として見出され、次第に一つのジャンルとして認識されていくようになる。
ただし、この当時はまだ「チップチューン」というジャンル名は確立されておらず、専らゲーム音楽・VGM(ビデオゲームミュージック)などと呼ばれていた。

### 2000年代 -
2000年代に入りかつてのコンピュータ音楽が再評価される過程などで、それらを意図的に志向した音楽のスタイルがいつしかチップチューンと呼ばれるようになった。
PCM方式を中心に据えた音楽制作は、通常の生楽器やシンセサイザーを用いて事前収録された音楽と変わらないものとなっていったが、かつての「制限の多い中での音楽制作」という過程で生まれたスタイルや精神性を再現すべく、専ら過去の8bit機や音源チップなどを用いて楽曲を制作することが一つのジャンルとして確立している。
各種8bit音源チップの音をPC上で合成するソフトシンセなども登場し制作環境はさらに多様化した。また制作プロセスよりも音色そのものに重点を置く流れがいっそう強まっている。
また、チップチューンの音色を中心に様々な別の音色（ギター・ドラム・ヴォーカルなど）を加えた音楽も多く登場してきた。これらについても、チップ的音色の側に重点が置かれているものはチップチューンの範疇と捉えられている場合がある。
チップチューンの楽曲やアルバムをリリースし続けている様々なチップチューン製作グループ、同人サークル等の存在やインターネットの普及に伴いチップチューンのコンテストもしばしば開催されるなど、一定の活気を示している。

## 音楽的な特徴

### 音色
チップチューンを外面から捉えた場合（すなわち、その制作プロセスをブラックボックスと考えた場合）の最も大きな特徴は、その音色である。チップチューンにおいて一般的である PSG やFM音源といった音声合成方式は、矩形波や正弦波・三角波（あるいはそれらの単純な組み合わせ）といった極めてプリミティブな波形を生成する。そのため倍音構成は非自然的なものとなり、聴感的には無機質で機械的な響きとなる。

### アレンジ
今も昔もデジタル音声合成処理には処理能力の限界から来る発音数制限があるが、8bit時代の音源チップにおいてはその制限が顕著であった。例えばファミリーコンピュータでは、メロディ・コード演奏に自由に使える音は通常デューティ比を変化させた矩形波2和音と音量の制御ができない三角波1音とノイズのみである。
その影響は当然アレンジに大きく反映され、まず第一に、音の重ねによる重厚さを持たない「薄い」アレンジがひとつの特徴となった。さらに二次的には、後述の技術的なアイディアなどによる発音数の制限を補うチップチューン独特なアレンジ方法がいくつも生み出され、これがチップチューンのアレンジをさらに特徴づける格好となった。

### 曲想
同じチップチューンと捉えられている楽曲の間でも、その曲想は非常に多岐にわたる。
とはいえ、チップチューンにおいて主流となり易い音楽形態というものは存在する。
- PC発売当時から MIDI が普及するまでの間は、アマチュアによって数多くのプリミティブな楽曲が作られている。
- 旧来からのゲームミュージック愛好者による同楽曲のカバー・アレンジやそれらを曲想としたオリジナル曲。
- 既存の著名な楽曲をあえてチップチューンカバーするケースも増えてきている。
- 近年はループを中心に据えたテクノ・ミュージック寄りの音楽が多い。

特に、ゲームボーイによる音楽制作ではループベースの音楽制作に特化したソフトである Nanoloop が大きな影響を持っている。

## 技術的観点

### 音源チップ

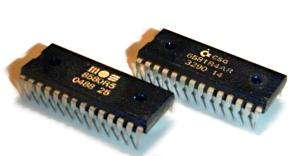
コモドール64のSID音源

音源チップの種類は、ゲーム機・パーソナルコンピュータの機種ごとに異なっており、それぞれ異なった機能と音色を有しているが、それらのほとんどは PSG またはFM音源を技術のベースとし、それに独自の工夫や種々の付加機能を加えた格好となっている。
サンプリングによる波形生成も用いられることがあるが、80年代頃の音源チップに関しては、その記憶容量の制約から、楽器音のサンプルをそのまま利用するのではなく、最低限のサンプルだけを保持し、代わりに各種パラメータ（エンベロープ・LFO や音高・ベロシティなど）に応じて再生時に時系列変化（余韻・ビブラートなど）やニュアンスの変化を合成することが行われる。これは単に容量の節約というメリットの他に、曲の表情によってパラメータを細かく変えるなどでより豊かな表現力を獲得できるメリットがある。

### 演奏技法
高速アルペジオ
単音で和音感を出すための手法で、和音の構成音（コードトーン）を1つずつ高速発音する。これにより同時発音数以上の和音に聴覚上似た音が演奏可能となる。通常和音は楽器の同時発声または音の余韻に音を重ねることで実現するが、基本的に音源チップは「1チャンネル1音程」の制約があり通常の3和音を表現しようとすると3チャンネル使わなければならないため。通常の楽器演奏ではありえないほどの短い音符の切り替えにより、分散和音よりも擬似的な和音に近い出力を得るためにも使われる。
疑似エフェクト
音の存在感や空間性を高めるための手法で、「正確すぎる」デジタル音源固有の同音程を鳴らしたときの干渉回避の他、2チャンネルを使い残響音にあたる音を実際に発声させることで、ディレイ・リバーブ・コーラス効果を実現するなどの技法がある。発声数そのものが少ないため、実際の発音を短めに取る、若しくは、発音の休符部分で出力レベルを大幅に落として残響部分を発声させることで、効果を錯覚させる。実際の発声はエフェクトの対象か、エフェクト部分のみになるため、1チャンネルでのエフェクトは、複数チャンネルを利用した擬似エフェクトに対し、効果は薄いものの、実発声数が少ない対象となる音源では、有効な手段である。また、チップチューンで利用される音源チップには発声に対するエフェクトを掛ける機能が存在しないため、実際の出力を工夫することにより、それらの効果も得る必要がある。FM音源では、後述の技法と同じく、並列に利用されるオペレータのアルゴリズムを利用し、音色そのものを、発声時にエフェクトがかかった効果を得る方法もある。
デチューン
わずかに音程をずらした2つの音を重ねることできらびやかで広がりのある音になる(一般にコーラスの一種として扱われることもある)。シンセサイザーなどで一般的な手法であるが、和音数の少ないチップではその分バッキングが手薄になり、デチューンをかけたパートがいっそう際だつという特徴がある。またデューティ比50/50の波形など同じ音を鳴らした際に干渉してしまうことを防ぐ目的もある。
ベースの音域ジャンプ
コードバッキング音域の厚みを補強するため、本来ベースの役割を果たしているパートが部分的に高音域にジャンプしてコードバッキングを支えるという手法で、少人数のバンドなどでも見られるアレンジ法であるが、チップチューンの場合、出力ポートに対して複数パート（別の音色も含む）の役割を与え相互のパートの休符部分に相互の役割を与えるというパート割りも使われる。
複数の音程を持つ音色の利用
FM音源チップのOPN、OPMでは、3チャンネル目にオペレータごとに任意の周波数を設定する事が可能な効果音モードが存在しており、オペレータ自体を1パートの正弦波パートとして音としての複雑さを捨て、音程としての厚みを得る方法が存在する。一部の音源ドライバではMMLレベルで対応しており、音源のレジスタを直接操作することでも同様の出力は可能になる。これとは別に音色のオペレータ接続アルゴリズムのうち、並列にオペレータが利用される物を用い、独立したオペレータ間で出力が和声を構成するようにすることで、通常の出力ポートでも複数の音程を1チャンネルで発声させることが可能である。後者の方法ではキーオンのタイミングはチャンネルごとであるため、音程単位で独立して操作することは出来ないが、音色を複数定義し、マクロ等の併用によって、それらを切り替えることで、コードのパートなどの和声を得ることが出来る。また、DPCM、ADPCM等の素材そのものに和声を持った物を取り込むことで、発声数を増やす方法もある。

#### 音源チップの具体例
チップチューンにおいて使用されるおもなレトロハードと、内蔵音源チップとの対応は以下のとおりである。
- Atari 2600 - Atari TIA（TIA）
- ATARI 400/800 - Atari POKEY（POKEY）
- コモドール64 - MOS Technology製 SID 6581、SID 8580（SID音源）
- MSX、ZX Spectrum、Amstrad CPC - General Instruments製AY-3-8910（AY-3-8910）、およびその互換品 (PSG)
- Atari ST - ヤマハ製YM2149（SSG）
- NEC PC-8801/PC-9801 - ヤマハ製YM2203 (OPN)、 YM2608 (OPNA)
- シャープ X68000 - ヤマハ製YM2151 (OPM) 、沖電気製MSM6258(ADPCM音源)
- IBM PC/AT互換機 - ヤマハ製YM3812 (OPL2)
- 任天堂 ファミリーコンピュータ/NES - リコー製2A03 (pAPU)
- SEGA メガドライブ- ヤマハ製YM2612

なお、MSXにおいては、以下のようなそれぞれ独特の音色をもった拡張音源がリリースされた。
- コナミ製SCC（波形メモリ音源）
- ヤマハ製YM2413 (MSX-MUSIC)
- ヤマハ製Y8950 (OPLを拡張したもの) (MSX-AUDIO)
- ヤマハ製YMF278 (OPL4) (Moonsound)

ファミリーコンピュータにおいても、独自の特色を持つ拡張音源が、各ゲームのカートリッジへ内蔵する形でリリースされている。ちなみに海外版のNESでは拡張音源端子が削除されているため、これらの拡張音源は利用できなかった。
- VRC6（コナミ）
- VRC7（コナミ）
- NAMCOT160/163（ナムコ）
- MMC5（HAL研究所）
- RP2C33（任天堂）※ゲームではなくディスクシステムのRAMアダプタに搭載。
- SUNSOFT5B（サン電子）※FME7 のカスタムチップ。本来の FME7 には音源機能は無い。また、「Sunsoft5B」という誤った表記が広まっているが、すべて大文字の「SUNSOFT 5B」が正しい。

## チップチューンの制作方法
チップチューンの制作方法は大きく分けて実機を用いた制作方法とサンプリング／エミュレーションによる制作方法とがある。

### 実機を用いた制作方法
現在、実機を用いて音楽制作が可能なゲーム機・パーソナルコンピュータとしては以下のようなものがある。
アタリ2600Synthcart カートリッジにより楽曲制作が可能
コモドール64John Player などの音楽ソフトにより楽曲制作が可能
ファミリーコンピュータ(およびNES)ファミリーコンピュータ上で動作する本格的な音楽制作ツールは存在しないが MIDI による制御で音源を直接操作できる MIDINES カートリッジや PC 上で制作した演奏情報ファイルを読み込んで演奏する NSF PLAYBACK カートリッジ等が存在する。
ゲームボーイNanoloop および Little Sound DJ カートリッジにより音楽制作が可能。また、MIDI により複数台のゲームボーイを同期可能。それぞれ、制作した楽曲データはカートリッジ内に保存される。
SID STATIONスウェーデンのELEKTRON社から2000年に発表された MIDI シンセサイザー。コモドール64から音源部分である SID チップ (MOS6581) を抽出して製造された物である為、実機同様の音色を有しつつ、より楽器として特化したインターフェイスで演奏する事ができる。また、同社のシンセサイザー MONOMACHINE には SID を再現したモデリング音源が搭載されているので、こちらを使用するのも有効な手段である。
MSXMML 書式のテキストを各種音源 (PSG, FM, SCC) ドライバ向けにコンバートして作成する方法が主流。代表的な音源ドライバ・フォーマットとして MGSDRV, MuSICA, 勤労シリーズ（MUSICA 上位互換）など。
NEC PC-9801 シリーズ主に MS-DOS 上で FM 音源ドライバと周辺ツールおよびテキストエディタ(MMLで記述する)を用いて作成される。代表的なものとして FMP, PMD, FSP, music.com(ログインソフト製), みゅあっぷ98などが挙げられる。それぞれ、機能は同等であってもドライバの実装方法などにより出音が異なることがある。効果音モードを利用した擬似的なチャンネル数の拡張、OPNAのADPCMや、86ボードのPCM並びに、合成によるその多重再生、SSGをDACに見立てたPCMパートの再生など、ドライバ本体、並びに周辺プログラムによって、ハードウェアをCPUパワーによってフォローするような使い方が可能な環境もある。
シャープ X68000 シリーズFM 音源および ADPCM 音源ドライバと周辺ツールおよびテキストエディタ(MML で記述するものが大多数)を用いて作成される。代表的なものとして MDX(MXDRV), ZMUSIC などが挙げられる。それぞれ、機能は同等であってもドライバの実装方法などにより出音が異なることがある。
これら実機で制作した楽曲を公開する際は、実機からのオーディオ出力を録音しMP3などの形式で公開する。

### サンプリング／エミュレーションによる制作方法
このタイプの方法は、さらにエミュレータによる制作方法、MOD トラッカーによる制作方法、各種 DAW ソフトを使った方法に大別される。
エミュレータによる制作方法
PC の処理能力の向上で古い8bit機のハードウェア挙動をソフトウェアでエミュレート可能になったことを利用し、当時の音源チップによる音色をPC上のエミュレーションで得る方法である。代表的なものは MCK と各種 NSF プレイヤーの組み合わせである。この方法では、ファミリーコンピュータ(またはNES)の音楽演奏用バイナリを MCK によって生成する。このバイナリを NSF 形式という。この NSF データを何らかの方法で実機に認識させれば、実機でも演奏が可能である。上記NSF PLAYBACK カートリッジはそれを実現するものである。PC 上で演奏する場合は、各種 NSF プレイヤー、もしくは NSF 演奏機能を持つエミュレータに読み込ませて演奏する。この方式で制作された楽曲は、NSF 形式のまま公開されることもあれば、ソフトウェア的に mp3 などに変換されて公開されるケースもある。
PC の性能上、エミュレータ上での再生が不安定な場合でも Winamp、KbMedia Player などの音源エミュレート機能・専用ファイル再生機能を持つソフト上で安定かつクリアな音で再生させることも可能。またリニアPCMファイルの出力も可能。
MOD トラッカーによる制作方法
MOD はサンプリングデータと演奏データをコンパクトにまとめたファイル形式であり、このMOD データを作成する一種のシーケンサーソフトをトラッカーと呼ぶ。トラッカーには様々な種類があり、機能も様々である。MOD 形式の発展系として、S3M 形式・XM 形式・IT 形式などがある。制作した楽曲は、これらのファイル形式のまま公開されるか、または mp3 などの一般的なフォーマットに変換されて公開されることもある。
各種 DAW ソフトを使った方法
これはいわゆる通常のDTMと同様な方法での制作であり、使用するサンプルやソフトウェア音源に各種音源チップの音色を割り当てる。8bit系内蔵音源をエミュレートするソフトウェア音源の代表的なものとしては、コモドールなどに搭載された SID チップをエミュレートする Quadra SID や、ファミリーコンピュータを模した各種波形を生成する Magical 8bit Plug などがある。

## 日本国内で活躍しているアーティスト
- YMCK - テクノポップ・ラウンジミュージック等の要素を持つ3人組ユニット。音源：ファミコン
- Hally - チップチューンサイト VORC 主宰(現在は未更新)。音源：ファミコン
- Quarta 330 - Kode9が主宰するHyperdubからチップチューンとダブステップを融合させた楽曲をリリースしている。音源：ゲームボーイ
- Saitone - 国内チップチューンシーンにおいて、非常に早くから活動してきた一人。音源：ゲームボーイ
- ヒゲドライバー - muzieにて活動開始し、現在はアニソンからゲーム音楽まで幅広い楽曲を制作している。今までに3枚の流通アルバムを個人名義で制作。
- 寺田創一 - チップチューンに金沢明子らの歌う民謡や演歌を組み込んだOmodakaというプロジェクトで国内外で活動。
- TORIENA - 日本初のチップチューン・レーベル MADMILKY RECORDS 主宰 音源：ゲームボーイ
- NES BAND、ゲーム実機音源楽団 - 音源：ファミコン